# Forsvarskommissionen af 1946
Forsvarskommissionen af 1946 blev nedsat ved lov af 11. april 1946 og skulle 
| Citat      | udarbejde en samlet plan med tilsluttende lovforslag for ordningen af Danmarks fremtidige forsvar som suveræn stat og under hensyntagen til dets stilling som medlem af De Forenede Nationers organisation | Citat |
| Lovens § 2 | |       |

 Kommissionen formulerede grundlaget for Forsvarsministeriet og en Forsvarschef i spidsen for tre værn.
Baggrunden for kommissionen var, at Forsvaret efter krigen var i en elendig forfatning og stort set manglede alt. Samtidig var den internationale situation uafklaret; FN ansås for en realistisk kontekst, men dette måtte også afklares.
Kommissionen bestod af
- En formand udpeget af regeringen - Forsvarsministeren blev udpeget:
  - Harald Petersen (Venstre) til januar 1948[kilde mangler]
  - Rasmus Hansen (Socialdemokratiet) fra januar 1948[1]
- 20 politikere udpeget af partierne, uden sikring af repræsentation for små partier.
- 10 tilforordnede sagkyndige uden stemmeret:
  - tre fra Hæren
  - tre fra Søværnet
  - tre fra værnenes flyvetjenester, Hærens Flyvertropper og Søværnets Flyvevæsen[2]
  - en fra udenrigstjenesten

Arbejdet i kommissionen startede med en opgørelse  af status i værnene. Der blev brugt en del kræfter på budgetrammerne, hvor værnene ønskede øgede rammer til genoprustning, mens politikerne ønskede en uædret ramme. Omkring overvejelserne omkring et skandinavisk forsvarssamarbejde og NATO-medlemskab gik arbejdet i stå. :75-78 Efter beslutningen om NATO-medlemskab i marts 1949 blev arbejdet i kommissionen genoptaget i underudvalg - uden kommunistisk deltagelse.
Hjemmeværnet var blevet etableret i 1948 som en del af Hæren.
Der blev afgivet udtalelser om en fremtidig forsvarsordning i sommeren 1949. Dette førte til, at forsvarsministeren nedsatte en særlig kommission under ledelse af tidligere minister og departementschef K.H. Kofoed, som udgav fire delbetænkninger i 1949-50.:79
Den 15. april 1950 afleverede kommissionen sin beretning,:80-81 som i et bilag indeholdt et forslag til lov om forsvarets ordning. Lovforslaget blev vedtaget og stadfæstet i maj som den første del af Forsvarslovene 1950-51. Hermed blev Forsvarsministeriet oprettet til erstating for Krigsministeriet og Marineministeriet, Forsvarschefen fik kommandoen over Hæren, Søværnet og det nyoprettede Flyvevåben. Forslaget havde opbakning fra partierne bag medlemskabet af NATO, mens de radikale medlemmer tog forbehold og den enlige kommunist i kommissionen var fraværende.
Kommissionen nåede ikke i mål med alle opgaverne, idet der især manglede behandling af værnenes og korpsenes bestandele.:82 Dette blev derfor stadig håndteret med 1937-lovene suppleret med vidtgående bemyndigelser til Forsvarsministeren. Sidst i 1950 blev kommissionen derfor reorganiseret til Forsvarskommissionen af 1950.:82
Nikolaj Petersen (1997) bedømmer kommissionen som "stærk på konklusionssiden, men (...) kun få analytiske momenter".